# Edward Somerset
Edward Somerset   (1622 - Lambeth, 3 d'abril de 1667 (Julià)) va ser un aristòcrata anglès (segon marquès de Worcester) i un pioner de l'ús de la màquina de vapor. Probablement nasqué a Londres.

## Biografia
A la Guerra civil anglesa va ser un cavalier.
- 1642: nomenat General del Sud de Gal·les
- 1644: va passar a ser Comte de Glamorgan
- 1645: Va ser enviat a Irlanda per a dirigir les tropes reials.
- 1646: succeí al seu pare
- 1648: s'exilià a França.
- 1652: tornà a Anglaterra i va ser empresonat
- 1654: en llibertat sota fiança recuperà part del seu gran patrimoni que estava en mans de la Restauració anglesa.

## Màquina de vapor
El 1655 escriví un llibre amb descripcions textuals de 100 invents. El llibre va ser imprès el 1663 i incloïa un aparell descrit com el seu "Water-commanding Engine" (enginy accionat per l'aigua) fet en un canó, que era el prototip de la màquina de vapor amb molts anys d'anticipació a la seva realització efectiva. Segons ell mateix un model d'aquesta màquina havia de ser enterrat amb ell però molts anys després, el 1861, es va obrir la seva tomba i no s'hi va trobar res.